# Dastan Satpaev
Dastan Satpaev (en russe : Дастан Талгатович Сатпаев), né le 12 août 2008 à Almaty au Kazakhstan, est un footballeur international kazakh qui évolue au poste d'attaquant au FK Kaïrat Almaty.

## Biographie

### Carrière en club
Satpaev rejoint le Kaïrat Almaty lorsqu'il a six ans. Il fait ses premières apparitions senior en 2024 avec le Kairat-Zhastar, l'équipe réserve évoluant en deuxième division. Il y fait ses débuts le 7 avril 2024, lors d'un match contre le FK Altaï (victoire 1-0). Le 29 août 2024, il marque son premier but en championnat face au FK Taraz, pour une nouvelle victoire 1-0. Le 26 mai 2024, il dispute son premier match avec l'équipe première du Kaïrat en Coupe de la Ligue du Kazakhstan contre le FK Akjaïyk (victoire 9-0), entrant en jeu à la 80e minute à la place du Brésilien Elder Santana. Le 22 février 2025, il participe à sa première finale en Supercoupe du Kazakhstan, remportée face au FK Aktobe (2-0), remplaçant Giorgi Zaria à la 69e minute. Le 2 mars 2025, il inscrit un but dès son premier match de championnat kazakh face au FK Astana (1-1).
En février 2025, le Kaïrat Almaty annonce officiellement le transfert de Satpaev au Chelsea FC, transfert qui ne sera réalisé qu'à la majorité du joueur en 2026.

### En sélection
Satpaev est appelé pour la première fois en équipe du Kazakhstan en mars 2025 pour deux matchs de qualification à la Coupe du monde 2026. Il fête sa première cape le 22 mars 2025, remplaçant Maksim Samorodov à la 74e minute face au Pays de Galles.

## Statistiques

### En sélections nationales
| Saison                | Sélection             | Phases finales        | Phases finales | Phases finales | Phases finales | Éliminatoires CDM | Éliminatoires CDM | Éliminatoires CDM | Éliminatoires EURO | Éliminatoires EURO | Éliminatoires EURO | Ligue des nations | Ligue des nations | Ligue des nations | Matchs amicaux | Matchs amicaux | Matchs amicaux | Total | Total | Total |
| Saison                | Sélection             | Compétition           | M              | B              | Pd             | M                 | B                 | Pd                | M                  | B                  | Pd                 | M                 | B                 | Pd                | M              | B              | Pd             | M     | B     | Pd    |
| --------------------- | --------------------- | --------------------- | -------------- | -------------- | -------------- | ----------------- | ----------------- | ----------------- | ------------------ | ------------------ | ------------------ | ----------------- | ----------------- | ----------------- | -------------- | -------------- | -------------- | ----- | ----- | ----- |
| 2024-2025             | Kazakhstan            | -                     | -              | -              | -              | 3                 | 0                 | 0                 | -                  | -                  | -                  | -                 | -                 | -                 | 0              | 0              | 0              | 3     | 0     | 0     |
| Total sur la carrière | Total sur la carrière | Total sur la carrière | -              | -              | -              | 3                 | 0                 | 0                 | -                  | -                  | -                  | -                 | -                 | -                 | 0              | 0              | 0              | 3     | 0     | 0     |

## Palmarès
FK Kaïrat Almaty
- Supercoupe du Kazakhstan
  - Vainqueur en 2025[13]